# Кузьмін Михайло Іванович
Михайло Іванович Кузьмін (20 червня 1938, Москва — 24 листопада 2024, Іркутськ) — радянський і російський геолог, спеціаліст у галузі геохімії, геодинаміки та петрології. Академік Російської академії наук (2003; член-кореспондент із 1991), доктор геолого-мінералогічних наук (1982). Лауреат Державної премії Російської Федерації у галузі науки і техніки (1997).

## Біографія
У 1960 році закінчив Геологічний факультет МДУ.
У 1960—1961 роках — старший лаборант Іркутського інституту геохімії Сибірського відділення АН СРСР, потім молодший науковий співробітник (1961—1969), старший науковий співробітник (1969—1977), і завідувач лабораторією регіональної геохімії (1977—1988).
У 1989—2012 роках працював директором Інституту геохімії ім. О. П. Виноградова СВ РАН
Із 2002 року по 2010 рік — Голова Президії Іркутського наукового центру СВ РАН в Іркутську.
Обіймав посади:
- Генеральний директор Об'єднаного Інституту геохімії та геології, директор Інституту геохімії ім. О. П. Виноградова в складі Об'єднаного інституту геохімії та геології Сибірського відділення РАН.
- Заступник голови Президії Іркутського наукового центру СВ РАН.
- Голова комісії Громадської палати Іркутської області.

Опублікував понад 300 наукових праць, у тому числі 16 монографій. Член редколегій журналів «Геохимия» та «Геология и геофизика».
Помер 24 листопада 2024 року після тривалої хвороби на 87-му році життя.

## Нагороди
- Медаль «За доблесну працю. В ознаменування 100-річчя з дня народження В. І. Леніна» (1970)
- Медаль «Ветеран праці» (1987)
- Державна премія Російської Федерації в галузі науки і техніки (1997) — за цикл праць «Глибинна геодинаміка»
- Почесна грамота губернатора Іркутської області (1999)
- Орден Пошани (1999)
- Відзнака «За заслуги перед Іркутською областю» (2003)[6]
- Демидівська премія (2007)
- Орден «За заслуги перед Вітчизною» IV ступеня (2007)
- Почесне звання «Почесний громадянин міста Іркутська» (2007)
- Орден Дружби (22 травня 2014)[7]
- Почесний знак Юрія Абрамовича Ножикова «Визнання» (30 червня 2016)[8]
- Почесна грамота Російської академії наук (30 січня 2024) — за багаторічну сумлінну працю, великий внесок у розвиток фундаментальної науки, підготовку наукових кадрів вищої кваліфікації та у зв'язку з 75-річчям академічної науки Східного Сибіру

### Сім'я
- Батько — Кузьмін Іван Іванович (1905—1942).
- Мати — Глушонок Ольга Захарівна (1903—1983).

Одружений, має доньку Ольгу та сина Павла.